# كزينوفانيس
زينوفانيس من كولوفون  (570 قبل الميلاد إلى 480 قبل الميلاد) فيلسوف يوناني، شاعر، وناقد اجتماعي وديني. معرفتنا بوجهاتِ نظره تقتصر على شعرِه الباقي والذي يتضمن هجاء ونقدا لمجموعة واسعة من الأفكار الإغريقية مثل الاعتقاد بالبانثيون. بالنسبة للقليل الذي وصلنا عن فلاسفة اليونان في عصر ما قبل سقراط يعتبر أول من صرح بعقيدته في الألوهية دون غموض أو ترميز حيث يعتبره الكثير من أساتذة الفلسفة أنه ممهد لعلم اللاهوت فضلا عن أنه أول من نادى بالتوحيد الصريح من فلاسفة اليونان رغم ان سبقه فلاسفة بالإشارة إلى ذلك مثل فيثاغورس.. كذلك يذهب أغلب مؤرخى الفلسفة إلى انه ممهد التفكير الميتافيزيقى والنظر إلى ما وراء المادة المحسوسة وترك القول بالعناصر الطبيعة كمبدأ أول للكون على عكس سابقيه طاليس وانيكسماندر وانيكسيمانس وهيراقليطوس وتلامذتهم. وإن كان المشاهد ان كلتا المدرستين الايونية الطبيعية والايولية الميتافيزقية لم يخلو أحد فيهم من التداخل في موضوعات المدرسة الأخرى.
بالنسبة لارائه الفيزيائية : ينقل عنه أنه بحث في الحفريات ووجد قواقع في قشرة الأرض وحفريات لأسماك في الصخور وأستخلص من ذلك ان الماء سابق وجوده على اليابسة وان الأرض ظهرت من البحر وتوقع ان تعود مغمورة بالمياه ثانية وتنتهى الحياة على اليابسة ثم تتكرر الدورة وتبرز اليابسة من البحر ثانية وتعود الحياة فيها كما سبق... ولو تأملنا هذا القول نجده مقاربا لقول انكسيماندر في ظهور الحياة من المياه وأول من قال بالتطور.
كذلك ارتأى ان الشمس والنجوم عبارة عن بخار ماء مشتعل والشمس تسير في خط مستقيم وتختفى بنهاية اليوم والشمس القادمة في اليوم التالى هي شمس أخرى من بخارماء حديث التكوين.
بالنسبة لفلسفته الإلهية : فبداية أعلن ثورته على المعتقدات اللاهوتية عند اليونان وآلهة الاولمب ورفض تعدد الالهة وتجسيمها وتأنيسها وانتقد اشعار هوميروس وكتابات هزيود التي ساهمت بشدة في ترسيخ تلك المعتقدات ورفض ما كان ينسب للالهة من صفات وأفعال مثل الغيرة والتصارع مع بعضهم وومع البشر والكره والشهوة والتحايل والتآمر والتزاوج والتناسل ورأى ان هذا يتنافى مع الكمال الإلهى وما هو إلا نتاج الخيال البشرى وأن الإله الحقيقى هو إله واحد غير متعدد ولا يجوز تطبيق صفات المخلوقات عليه وأضاف بجانب التنزيه الكمال في الفكر والسمع والبصر.
و ها هي عباراته الشهيرة التي تلخص اعتقاده اللاهوتى حيث قال : (( ان الناس هم من استحدثوا الآلهة وأضافوا إليهم عواطفهم وأصواتهم وهيئتهم، فالأحباش يصورون آلهتهم سود فطس الأنوف واهل تراقية يصورون آلهتهم حمر الشعور زرق العيون ولو استطاعت الثيرة والخيل لصورت آلهة على هيئتهم، وقد وصف هوميروس وهزيود الآلهة بما هو موضع تحقير وملامة، إلا إنه لا يوجد إلا إله واحد أرفع الموجودات السماوية والأرضية ليس مركبا على هيئتنا ولا مفكرا مثل تفكيرنا ولا متغيرا بل هو ثابت كله بصر وكله فكر وكله سمع يحكم ويحرك الكل بقوة فكره ودون عناء ))
نقل عنه أيضا استنكاره لفكرة التناسخ عند فيثاغورس وانه سخر منها وقال (( انه مر يوما برجل يضرب كلبا فصرخ فيه توقف أنه صديقى عرفته من صوته ))
كذلك استنكر ما عليه المجتمع اليونانى من المبالغة في تقدير المصارعين والملاكمين حتى وصل الأمر إلى تأليه بعضهم مثل ثياجينس الذي أطلقوا عليه بن ابوللون والملاكم دياجوراس Diagoras وكان الشعراء ينهالون عليهم بالابيات ونسج الأساطير حولهم لذلك قال اكزينوفانيس في ذلك (( حكمتنا خير وأبقى من قوة الرجال والخيل )).

## حياته
ذكر كاتب السيرة الذاتية القديم، ديوجينيس اللايرتي، أن زينوفانيس وُلد في مدينة كولوفون، التي كانت تقع في إيونيا ضمن ما يُعرف اليوم بتركيا. وأوضح لايرتيوس أن زينوفانيس عاش أوج نشاطه خلال الدورة الأولمبية الستين (540-537 قبل الميلاد). يُرجّح العلماء المعاصرون أن ميلاده وقع في الفترة ما بين 570 و560 قبل الميلاد. تشير الأعمال المتبقية له إلى شخصيات بارزة مثل طاليس وإبيمينيديس وفيثاغورس، كما ورد ذكره في كتابات هيراقليطس وإبيخارموس.
وفقًا لما ورد في أعماله الباقية، كان زينوفانيس شاعرًا متجولًا غادر موطنه كولوفون في سن الخامسة والعشرين، وقضى 67 عامًا من حياته في التنقل بين الأراضي اليونانية الأخرى، إلى أن توفي في الثانية والتسعين من عمره أو بعدها. ورغم أن الشهادات القديمة تشير إلى أنه فقد أبناءه ودفنهم، إلا أن المعلومات المتوفرة عن حياته الشخصية أو أسرته تظل شحيحة ولا يمكن التحقق منها بشكل موثوق.
من المحتمل أن تكون النظريات الفيزيائية التي قدمها زينوفانيس قد تأثرت بأفكار المدرسة الميليسية. على سبيل المثال، تُعد نظريته التي ترى أن قوس قزح هو في جوهره سحبًا تفسيرًا يبدو، في أحد وجوهه، بمثابة رد على نظرية أناكسيمينيس التي تفترض أن قوس قزح ينتج عن انعكاس الضوء عن السحب.

## الفلسفة
على الرغم من أن زينوفانيس غالبًا ما جرى تفسيره تقليديًا من خلال منظور الإيليين والمتشككين الذين تأثروا به واعتبروه مؤسسًا وسلفًا لهم، إلا أن الدراسات الحديثة تنظر إليه كفيلسوف أصيل ومتميز يمتد تأثير فلسفته إلى ما هو أبعد من تلك المدارس الفلسفية اللاحقة. كناقد اجتماعي، ألّف زينوفانيس قصائد تناولت السلوك القويم في الندوات وانتقدت تمجيد الثقافة للرياضيين. سعى إلى إعادة تشكيل فهم الطبيعة الإلهية من خلال التشكيك في الأساطير اليونانية التي نقلها هسيود وهوميروس، بهدف جعلها أكثر توافقًا مع مفاهيم التقوى في الدين اليوناني القديم.
قدّم زينوفانيس أيضًا تفسيرات طبيعية لظواهر مثل تكوين السحب وقوس قزح، مبتعدًا عن التفسيرات الأسطورية، كما سخر من الآراء الدينية التقليدية في عصره واعتبرها إسقاطات بشرية للطبيعة الإلهية. وفي إطار إسهاماته في نظرية المعرفة، ميّز زينوفانيس بين مفاهيم المعرفة والاعتقاد، مشيرًا إلى أن الحقيقة المطلقة تظل حكرًا على الآلهة.

### النقد الاجتماعي
ألّف زينوفانيس مجموعة من القصائد الرثائية التي تناولت السلوك القويم في السمبوزيوم، وهي تلك الحفلات اليونانية القديمة التي كانت تُقام احتفاءً بالانتصارات الرياضية أو الشعرية، أو احتفالًا بانضمام الشباب إلى المجتمع الأرستقراطي. تبرز الشذرات المتبقية من هذه القصائد أهمية التقوى واحترام الآلهة، وتدعو إلى الابتعاد عن السكر والإفراط، مشيدةً بالاعتدال ومنتقدةً الترف والإسراف. عبّر زينوفانيس عن رفضه لقيمة الانتصارات الرياضية، مؤكدًا أن السعي لتنمية الحكمة أكثر أهمية.

### الطبيعة الإلهية
قدمت الفلسفة الأورفية والفيثاغورية إلى الروحانية اليونانية مفاهيم الذنب والطهارة، مما أسس لاعتقاد ثنائي يفصل بين الروح الإلهية والجسد الفاني. تتناقض هذه العقيدة بشكل واضح مع الأديان التقليدية التي تجسدت في أعمال هوميروس وهسيود. الإله في هذه الفلسفة يحرك كل الأشياء، لكنه يظل ثابتًا وغير متحرك. يُصور الإله بصفات الوحدة والوحدانية، الأبدية، والطبيعة الروحية الخالصة التي تخلو من الجسد ولا تتخذ هيئة بشرية. يتميز الإله بإرادة حرة، ويُعتبر الخير الأسمى، مجسدًا جمال الكمال الأخلاقي والنقاء من كل خطيئة.
اعتنق زينوفانيس الاعتقاد بأن «الإله واحد، يتفوق على الآلهة والبشر، ولا يشبه البشر في الجسد أو العقل». وأكد وجود إله واحد أعظم، وهو كيان أبدي فريد، كروي الشكل، يحتوي كل الأشياء داخله، ويمثل العقل المطلق والتفكير الواعي. الإله عاقل يحرك كل الأشياء، ولكنه لا يشبه الطبيعة البشرية سواء في الجسد أو العقل. ورغم رفض زينوفانيس لللاهوت الهومري، إلا أنه لم ينكر وجود كيان إلهي. كانت فلسفته نقدًا لمفهوم الألوهية كما صوره الكتّاب الإغريق القدماء.
في اللاهوت الإيجابي عند زينوفانيس، يمكن تحديد خمسة مفاهيم أساسية حول طبيعة الإله: الإله يتجاوز حدود الأخلاق البشرية، فلا يخضع لمعاييرها. لا يشبه البشر في الشكل أو الهيئة. الإله أبدي، فلا يولد ولا يموت. لا وجود لتسلسلات هرمية بين الآلهة؛ فالإله كيان وحيد لا يخضع لترتيب أو تدرج. وأخيرًا، لا يتدخل الإله في شؤون البشر.

### الفلسفة الطبيعية
رؤية زينوفانيس للطبيعة الإلهية باعتبارها منفصلة وغير متداخلة في شؤون البشر قادته إلى تبني نهج يعتمد على التفسيرات الطبيعية للظواهر الفيزيائية.
يُرجَّح أن زينوفانيس كان أول فيلسوف يقدم تفسيرًا لظاهرة «شرر القديس إلمو»، التي تظهر على صواري السفن أثناء مرورها عبر الغيوم في العواصف الرعدية. ورغم أن الفهم العلمي لهذه الظاهرة لم يتحقق إلا مع اكتشاف الكهرباء الساكنة في العصر الحديث، إلا أن تفسير زينوفانيس كان مميزًا في سياق الفكر القديم؛ حيث حاول أن يُرجع التوهج إلى اضطرابات تسببها قطرات صغيرة من الغيوم.
في علم الكونيات لدى زينوفانيس، يعتقد أن الكون له حدود واحدة فقط، وهي «تلك التي تراها أقدامنا». رأى زينوفانيس أن الأرض تمتد بلا نهاية نحو الأسفل وفي جميع الاتجاهات. وبناءً على إيمانه بهذه الأرض اللامتناهية، رفض فكرة أن الشمس تمر تحت الأرض عند غروبها. بدلًا من ذلك، اعتقد أن الشمس والقمر يسيران في خط مستقيم باتجاه الغرب، حيث يُعاد تكوين شمس أو قمر جديد بعد وقوع الكسوف.
ورغم أن فكرة سلسلة محتملة من الشموس والأقمار التي تسير بلا نهاية قد تُرفض من قبل العلماء المعاصرين، إلا أن ذلك يشير إلى أن زينوفانيس كان ينظر إلى الشمس والقمر باعتبارهما نوعًا من الأجسام التي تتجدد في السماء، وليس كأجسام فردية ثابتة تعاود الظهور يومًا بعد يوم.
استنتج زينوفانيس، من خلال دراسته لحفريات الكائنات البحرية التي وُجدت فوق اليابسة، أن المياه كانت تغطي سطح الأرض بالكامل في فترة من الزمن. واستند إلى هذا الدليل ليصل إلى أن الأصل أو المبدأ الكوني للكون يكمن في حركة المد والجزر بين حالتي الرطوبة والجفاف، أو بين الأرض والماء. ووفقًا لفكرته، تتناوب هاتان الحالتان المتطرفتان باستمرار، حيث يؤدي هذا التناوب إلى انقراض الحياة البشرية وتجددها، أو العكس، بحسب الحالة السائدة.
يمكن اعتبار هذا الطرح ردًا على نظرية الهواء عند أنكسيمينس. تعكس فكرة التناوب بين الحالات، وانقراض الحياة البشرية وعودتها، إيمان زينوفانيس بمبدأ السببية، مما يميزه عن التقاليد الفلسفية القديمة ويدفع بفكره نحو أسس أكثر اعتمادًا على الملاحظة العلمية. وقد مثّل استخدامه للأدلة خطوة مهمة في الانتقال من مجرد طرح الأفكار إلى دعمها بالملاحظات والبراهين.

### الإبستمولوجيا أو نظرية المعرفة
يُعد زينوفانيس من أوائل الفلاسفة الذين تناولوا الأسئلة المعرفية إلى جانب القضايا الميتافيزيقية. آمن بوجود حقيقة موضوعية في الواقع، لكنه أدرك أن البشر، بكونهم محدودين، غير قادرين على الوصول إلى هذه الحقيقة بشكل كامل. ويُنسب إليه التمييز المبكر بين الاعتقاد الصحيح والمعرفة، إضافة إلى تأكيده على إمكانية أن يعتقد الإنسان أنه يعرف شيئًا، بينما في الواقع يفتقر إلى المعرفة الحقيقية.
تم نقل أبيات زينوفانيس التي تعبر عن الشك بواسطة سيكستوس إمبيريكوس كالتالي:
«ومع ذلك، فيما يخص الآلهة وكل ما أصرح به عن الأشياء:
لم يرَ أي إنسان الحقيقة الواضحة، ولن يعرفها أحد على الإطلاق.
حتى لو حدث أن يصيب الإنسان في وصف ما هو موجود حقًا،
فإنه لا يعرف ذلك بنفسه؛ لأن الظن يسيطر على كل شيء».
نظرًا لغياب أعمال كاملة لزينوفانيس، يصبح تفسير آرائه تحديًا كبيرًا، مما يجعل الإشارة إلى المعرفة كشيء أعمق، أو «حقيقة أكثر وضوحًا»، قابلة لفهمها بطرق متعددة. قد تحمل هذه الإشارة دلالة خاصة، أو تعني ببساطة أن المعرفة لا يمكن الوصول إليها بمجرد الملاحظة السطحية. ومن المعروف أن زينوفانيس آمن بأن الطريقة الأوثق لإثبات أي نظرية تكمن في استقصاء أكبر وأوسع مجموعة ممكنة من الأدلة.

## روابط خارجية
- كزينوفانيس على موقع الموسوعة البريطانية (الإنجليزية)
- كزينوفانيس على موقع إن إن دي بي (الإنجليزية)